# Kitadani Hirosi
Kitadani Hirosi (きただに ひろし) (1968. augusztus 24. –) japán énekes, zeneszerző. Elsősorban JAM Project tagjaként ismert, de szólóban is énekel anime dalokat. Legismertebbek a One Piece anime első (We are!), tizenötödik (We go!), a tizenkilencedik (We can), a huszonkettedik (Over The Top) és a huszonhatodik (Us!) nyitódalai.

## Karrier
Kitadani Hirosi 1994-ben kezdte meg énekesi karrierjét a Stagger nevű zenekarban. Ez a formáció csak egy albumot jelentett meg. Majd több éves hallgatás után jött meg az első nagy áttörés az énekes számára, amikor országszerte ismert lett a One Piece anime első nyitódalával, a We are-ral. Annak ellenére, hogy ez a dal sikeres lett, évekig nem hallatott magáról. A következő önálló dala a Kamen Rider animéhez írt ending dal, a Hatenaki Inochi (果てなき希望) és a Revolution.
2003-ban csatlakozott a JAM Project-hez. Emblematikus tagja lett a csapatnak, ő a mókamester, valamint ő írja a legvadabb dalokat is, például PRAISE BE TO DECEPTICON, Go! Stand Up! vagy Ha (覇). Az együtteshez való csatlakozás után sem énekelt sokat szólóban, fontosabbnak tartja azt, hogy a csapathoz tartozik. A 2008-as világ körüli turnéjuk hatására jelentősen nőtt az énekes ismertsége világszerte, jellegzetes stílusának köszönhetően sok rajongóra tett szert hazáján kívül is.
Szólókarrierje során két stúdióalbumot jelentetett meg: R-new (2008) és Real (2012). Az első album csapattársa, Okui Maszami kiadójánál, az evolution-nál jelent meg. Az énekesnő több dal alá vokálozik, így lágyabb hangzásúak lettek azok a dalok. A kiadvány mellé DVD is járt, melyből kiderül, hogy a dalokat egy kis stúdióban vették fel az énekes zenész barátaival, valamint fény derül főzőtudományára is, többször magától csinált ebédet. A második album csak CD formátumban jelent meg. 2014-ben jelent meg válogatásalbuma, mely Kitadani Hirosi karrierjének 15. évfordulója alkalmából jelent meg. Ez az album 15 animéhez írt dalt tartalmaz, melléjük két új szerzemény is került. Jelenleg legutolsó kislemeze 2013-ban jelent meg Baku Atsu! Geist Crusher (爆アツ!ガイストクラッシャー) címmel, mely a Geist Crusher anime Nintendo 3DS-hez megjelent játékadaptáció betétdala.
A 2008-as világ körüli turné után elsősorban Dél-Amerikában lett ismert, 2009 óta a kontinens több országába visszajár anime rendezvények vendégeként. Emellett tagja még az SV TRIBE nevű formációnak, mely két kislemezt jelentetett meg.

## Diszkográfia

### Stúdióalbumok
- [2008.08.27] R-new
- [2012.08.08] Real

### Válogatásalbum
- [2014.08.27] SCORE

### Kislemezek
- [1999.11.20] We are! (ウィーアー！)
- [2002.03.20] Alive a Life
- [2002.04.20] Bakutó Szengen! Daigunter (爆闘宣言!ダイガンダー)
- [2002.04.27] Tocugeki Gunka Gun Parade March (突撃軍歌ガンパレード・マーチ)
- [2002.09.26] Revolution
- [2003.06.25] Szeinaru Kemonotacsi (聖なるけものたち)
- [2004.02.25] Taijó no Transform!! (太陽のTransform!!)
- [2006.02.15] Madan Szenki Rjúkendó (魔弾戦記リュウケンドー)
- [2006.08.23] Justice of Darkness ~Jókai Ningen Bem no Theme (Justice of darkness ～妖怪人間ベムのテーマ)
- [2007.11.21] Endless Dream
- [2009.11.25] Rescue Taiszó (レスキュー体操)
- [2011.11.16] We go! (ウィーゴー！)
- [2013.12.18] Baku Atsu! Geist Crusher (爆アツ!ガイストクラッシャー)